# Antonella Sbuelz
Antonella Sbuelz (Udine, ...) è una scrittrice e poetessa italiana.

## Biografia
Nata e residente a Udine, dopo gli studi universitari compiuti a Trieste e Verona e il dottorato in Letteratura Moderna conseguito presso l'UNIL di Losanna, esordisce in poesia nel 1988 con la silloge L'abaco magenta, in narrativa con la raccolta di racconti Amori minimi (1997) e il romanzo storico Il nome nudo (2001), imperniato sul dramma della comunità ebraica veneziana durante la seconda guerra mondiale e incluso in Contemporary Jewish Writing in Europe. A guide, Indiana University Press, 2008.
Nel 2007 pubblica Il movimento del volo, romanzo storico che ritrae la storia italiana dalla prima guerra mondiale agli anni di piombo, attraverso il vissuto di quattro figure femminili. Il romanzo viene accolto con attenzione e favore dalla critica nazionale e si aggiudica i premi letterari Premio Biblioteche di Roma, Premio Città di Predazzo e Premio Caterina Percoto, risultando inoltre finalista al Premio Rhegium Julii e al Premio Domenico Rea.
Con il successivo Greta Vidal (2009), un romanzo storico ambientato nel XX secolo a Fiume, durante l'occupazione della città da parte di Gabriele D'Annunzio, l'opera della scrittrice suscita interesse e consensi per la sua capacità di rievocare eventi storici complessi e soggetti a rimozione, problematizzandoli, come viene rilevato nell’ambito della Conferenza annuale dell'American Association for Italian Studies (University of Michigan, agosto 2010) e del Convegno “Borders and Boundaries: Italian Women Writers of the 19th, 20th and 21st century” : “Sbuelz’s novel opens new understandings on a case of historical amnesia of Italian Culture.”
La critica evidenzia inoltre la personale cifra stilistica espressa dal romanzo. L'opera viene tradotta e pubblicata in lingua inglese dall'editore Troubador con il titolo Greta Vidal: A Season in Utopia (traduzione di John Gatt).
Il testo viene parzialmente tradotto in croato da Ivanka Perkovic nell'ambito della Facoltà di Lettere e Filosofia dell'Università di Zagabria.
Negli stessi anni le raccolte di poesie ottengono diversi riconoscimenti tra i quali i Premi Alda Merini,, il Città di Forlì e il Colline di Torino per l'inedito, il Caput Gauri e il Città di Moncalieri per le raccolte edite.
Nel 2017 viene pubblicato La fragilità del Leone , ( finalista Premio Ultima Frontiera), romanzo storico ambientato a fine settecento, durante l'agonia della Serenissima, fra Bassa friulana e Venezia.
La ragazza di Chagall (2018) prende spunto dalle leggi razziali per raccontare una storia di formazione e resistenza. L'opera entra nella Rosa finalista del Premio Viareggio, ottiene il Premio Fiuggi Storia per il romanzo storico. e vince il Premio Città di Arce, il Premio Raccontami la Storia e il Premio "Raffaele Crovi".
Chiedi a ogni goccia il mare, raccolta poetica del 2020, è finalista al Premio Viareggio e vince il Premio Letterario Camaiore.
Questa notte non torno, romanzo di formazione che intreccia le vite di due adolescenti sullo sfondo della rotta balcanica, risulta finalista al Premio Minerva, entra nella Selezione del Premio Strega Ragazze e Ragazzi e vince la prima edizione del "Campiello Junior", il concorso istituito dal Premio Campiello e dedicato alla narrativa per ragazzi, con la collaborazione della Fondazione Pirelli.
Nel 2023 il romanzo, tradotto a cura di Michaela Heissenberger, viene pubblicato dall'editore tedesco Arctis- Atrium Verlag , con il titolo  Heute gehe ich Nicht nach Hause, e distribuito in Germania, Austria e Svizzera.
Nel romanzo Il mio nome è A(n)sia (2023), l’autrice indaga le relazioni fra diverse generazioni e i confini fra salute e disagio psicologico. La critica ne sottolinea la “maestria poetica” nel trattare “la materia incandescente dell’adolescenza”  e la tenuta del ritmo nell’ambito di “una storia che va dritta d’un fiato”. ( Giulia Ziino, Sette, Corriere della Sera, 19/05/2023).
Con Mariam (2023) l'autrice ritorna al romanzo storico, ripercorrendo tragedie, ombre e chiaroscuri dell'avventura coloniale italiana in Libia e rievocandone, come rilevato dalla critica, i coni d'ombra meno indagati: "Attraverso l’appassionante storia (...)  e i precisi riferimenti storici, come quelli alla morte di Italo Balbo, Sbuelz immerge il lettore in un’epoca e in un territorio non ancora sufficientemente esplorato a livello letterario".
Nel 2024 scrive la sua prima raccolta di poesie per l'infanzia, "Il mondo è triste senza di me! Poesie per giorni dritti e storti" ( Feltrinelli), in cui la critica rileva l'eredità della poesia di Rodari: "di Gianni Rodari - dei suoi ritmi bambini e dei suoi temi adulti - si sente il sapore leggendo i versi di Antonella Sbuelz (Giulia Ziino, Sette, Settimanale del Corriere della Sera).

## Opere

### Narrativa
- Amori minimi, Moby Dick, Faenza,1997.
- Il nome nudo, Moby Dick, Faenza, 2001.
- Il movimento del volo, Frassinelli, Milano,2007.
- Greta Vidal, Frassinelli, Milano, 2009.
  - (EN)  Greta Vidal. A season in Utopia, Troubadour Publishing, Londra, 2012
- La fragilità del leone, Forum, Udine, 2017.
- La ragazza di Chagall, Forum, Udine, 2018.
- Questa notte non torno, Feltrinelli, Milano, 2021.
  - (DE)  Heute gehe ich Nicht nach Hause, Atrium Verlag AG, Zurigo, 2023
- Il mio nome è A(n)sia, Feltrinelli, Milano, 2023
- Mariam, Vallecchi, 2023

### Poesia
- L'abaco magenta, Anterem, 1988.
- Transitoria, Raffaelli, 2011.
- La prima volta delle cose, Culturaglobale, 2016
- La misura del vicino e del lontano, Raffaelli, 2016.
- Chiedi a ogni goccia il mare, Stampa 2009, 2020.
- Il mondo è triste senza di me! Poesie per giorni dritti e storti, Feltrinelli, 2024.

## Premi e riconoscimenti
- 1992 - Premio La letteratura dell’impegno per testo narrativo inedito
- 1996 - Premio Rhegium Julii ( Premio Speciale città di Reggio Calabria) per testi poetici inediti
- 1997 - Premio Leone di Muggia per raccolta poetica inedita[24]
- 2000 - Premio Donne di Monferrato per testi poetici inediti
- 2000 - Premio San Domenichino per testi poetici inediti
- 2001 - Premio Donne di Monferrato per la raccolta di racconti Amori minimi
- 2003 - Premio Alpi Apuane (Sezione Poesia) per testi poetici inediti
- 2004 - Premio Alpi Apuane (sezione Prosa) per testo narrativo inedito
- 2005 - Premio Città di Porto Recanati per testi poetici inediti
- 2007 - Premio Città di Capo d’Orlando per testi poetici inediti
- 2007 - Premio Biblioteche di Roma per Il movimento del volo[25]
- 2007 - Premio Caterina Percoto (ex aequo con Tito Maniacco ) per Il movimento del volo[5]
- 2007 - Premio Città di Predazzo per Il movimento del volo[5]
- 2007 - Premio Selezione Domenico Rea per Il movimento del volo[5]
- 2007 - Premio Selezione Rhegium Julii per Il movimento del volo[5]
- 2009 - Premio Città di Forlì per raccolta poetica inedita[10]
- 2010 - Premio Colline di Torino per Transitoria[26]
- 2010 - Premio Selezione Ultima Frontiera-Volterra 2010 per Greta Vidal
- 2012 - Premio Borgo di Alberona 2012 per Transitoria[27]
- 2013 - Premio Il ventaglio d’argento(Premio alla carriera)[28]
- 2014 - Premio Alda Merini per il testo poetico La cacciata, poi incluso nella raccolta La misura del vicino e del lontano[29]
- 2015 - Premio Irene Ugolini Zoli – Città di Forlì per la produzione critica
- 2015 - Premio Laurentum (seconda classificata) per testi poetici poi inclusi in La misura del vicino e del lontano
- 2016 - Premio Alpi Apuane per il testo La strada. Nordest e Terzo Reich, poi incluso in La misura del vicino e del lontano[30]
- 2017 - Premio Caput Gauri per La misura del vicino e del lontano[31]
- 2017 - Premio Alda Merini (seconda classificata) per il testo poetico Seta di guerra, poi incluso in Chiedi a ogni goccia il mare
- 2018 - Premio Città di Moncalieri (seconda classificata) per La misura del vicino e del lontano
- 2018 - Finalista Premio Acqui Terme per La misura del vicino e del lontano
- 2018 - Premio Raffaele Crovi per silloge poetica poi inclusa in La misura del vicino e del lontano[32]
- 2018 - Selezione Premio Città di Como per La misura del vicino e del lontano
- 2019 - Premio Friuli 2019 ( Premio alla carriera )[33]
- 2019 - Premio Fiuggi Storia per La ragazza di Chagall[34]
- 2019 - Premio Raffaele Crovi per La ragazza di Chagall
- 2010 - Rosa finalista Premio Viareggio (sez. Prosa) per La ragazza di Chagall[35]
- 2019 - Premio Raccontami la Storia per La ragazza di Chagall[36]
- 2019 - Segnalazione Premio Campiello per La ragazza di Chagall
- 2021 - Premio Città di Arce per La ragazza di Chagall[37]
- 2021 - Premio Letterario Camaiore - Francesco Belluomini  per Chiedi a ogni goccia il mare[38]
- 2021 - Rosa Finalista Premio Viareggio (Sez. Poesia) per Chiedi a ogni goccia il mare[39]
- 2021 - Selezione Premio Tirinnanzi per Chiedi a ogni goccia il mare
- 2021 - Finalista Premio Città di Acqui Terme con Chiedi a ogni goccia il mare
- 2022 - Premio Campiello Junior per Questa notte non torno[21]
- 2022 - Selezione Premio Strega Ragazze e Ragazzi per Questa notte non torno[40]
- 2022 - Finalista Premio Minerva per Questa notte non torno[41]
- 2024 - II Premio Città di Como per Il mio nome è A(n)sia
- 2024 - Primo Premio 'Città di Palmanova' (premio Palmastoria per il romanzo storico) per Mariam[42]